# AMSN

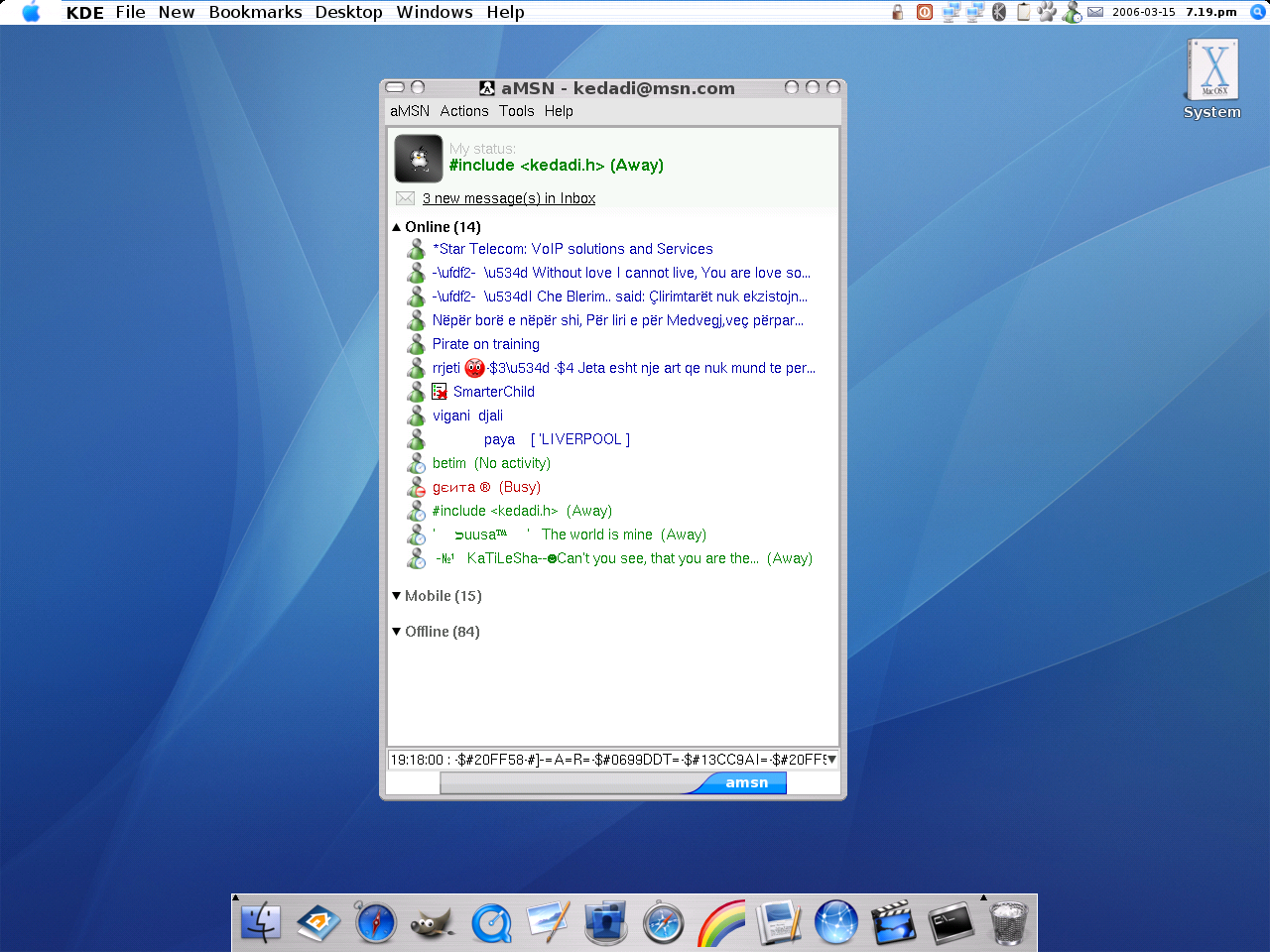
aMSN running on KDE/Baghira under Gentoo Linux

Az aMSN egy MSN Messenger-klón GPL licenc alatt. Fő célja, hogy segítse azokat a felhasználókat, akik még csak most kezdtek ismerkedni a Linux operációs rendszerrel, úgy, hogy hasonló felületet biztosít, mint a Microsoft szoftvere Windowson és Macintoshon. A cél megvalósításához az aMSN „emulálja” az MSN Messenger kinézetét és az általa nyújtott felhasználói élményt, és számtalan sajátságát támogatja.
Az aMSN tartalmaz néhány előnyt a Microsoft MSN Messenger kliensével szemben. Például, támogatja a riasztásokat, nagyon testreszabható, a felhasználók észlelhetik, hogyha valaki eltávolítja őket a partnerek listájából, a felhasználók számos profilt használhatnak párhuzamosan.
Az aMSN-nek van néhány terve a jövőre vonatkozóan is. A plugin-rendszer már most is implementálva van, a 0.94-es verzió óta. Lehetséges támogatás készítése a Jabberhez. A Jabber-integráció megvalósítása egy MSN-szerű kliensben biztosítja, hogy könnyebb legyen az áttérés az MSN-ről a Jabberre.
Az aMSN nem csak Linux alá érhető el, hanem számos Unix-variánsra, Macintoshra és Windowsra is úgy, mint bármely más platformra, amelyik támogatja a TCL/TK 8.4-et vagy magasabb verziószámú változatát.
Az aMSN Macintosh változata néhány olyan funkciót is tartalmaz, mely a windowsos MSN is tartalmaz, ám a Mac OS X 5 nem támogat. Ilyen például a webkamera-támogatás és a rezgő figyelemfelkeltés küldése.

## Fejlesztés vége
0.98.9  kiadás után nem adtak ki több verziót, mert a Windows Live Messenger szolgáltatást leállították.